# Kościół św. Jana Chrzciciela w Jeleniej Górze-Cieplicach
Kościół św. Jana Chrzciciela w Jeleniej Górze-Cieplicach – kościół katolicki w dzielnicy Jeleniej Góry, Cieplicach Śląskich-Zdroju.

## Historia i wnętrze
Kościół wzmiankowany był już w 1318 roku. Przez 400 lat obsługiwany był przez cystersów, sprowadzonych tu z Krzeszowa. Po jego spaleniu w 1711 r. na jego miejscu wzniesiona została z fundacji Schaffgotschów, właścicieli tych terenów, obecna barokowa budowla, ukończona w 1714 roku. Jest to jednonawowa prostokątna budowla nakryta sklepieniem kolebkowym, z bocznymi kaplicami i emporami. Posiada bogate, barokowe wyposażenie wnętrza z lat 1714–1793. Najcenniejszymi zabytkami w kościele są: fundowany przez opata krzeszowskiego Bernarda Rosę obraz przedstawiający Matkę Boską Królową Niebios, pędzla Michaela Willmanna z 1687, zdobiący ołtarz główny, który jest flankowany rzeźbami św. św. Piotra, Jana Chrzciciela, Jana Ewangelisty i Pawła. Znajdują się tam również trzy płótna Johanna Franza Hoffmanna (ucznia Willmanna, jednego z najznamienitszych malarzy barokowych Śląska), zatytułowane Modlitwa w Ogrójcu, Opłakiwanie i Chrystus w Otchłani. Ambona z płaskorzeźbami przedstawiającymi sceny z życia patrona kościoła, ołtarz 14 Orędowników z 1716–1717. Między filarami w emporach 12 obrazów przypisywanych Willmannowi, rokokowy portal zewnętrzny z 1779. Na wschodniej fasadzie nagrobki Plaków W. Mielęckiego z 1829 i T. Rzepeckiego z 1838. We wnękach figury św. Gotarda i św. Placyda. Organy w 1908 r. zostały przebudowane przez firmę Schlag & Söhne. Na początku XXI wieku były remontowane. Po II wojnie światowej opiekę nad kościołem przejęli pijarzy.

## Otoczenie
Na dziedzińcu przykościelnym wolno stojąca dzwonnica z 1710 roku i barokowa kolumna wotywna ozdobiona rzeźbą św. Floriana z 1713. W wewnętrznej części przykościelnego muru płyty nagrobne rodziny Schaffgotschów z lat 1579-1624 przeniesione w 1849 r. z likwidowanego kościoła w Radomierzu. Między innymi: 
- Wolfa I von Schaffgotscha (1545-1608) z dwoma żonami Anną von Reibnitz i Hedwig von Waldau[4] i 24 herbami, 12 po lewej i 12 po prawej stronie[5]
- Anny von Reibnitz de domo Falkenberg (1552-1580), żony Wolfa I von Schaffgotscha, z herbami:
  - ojcowskimi von: Reibnitz, Lemberg
  - matczynymi von: Seidlitz, Reibnitz[6]
- Hedwig von Waldau, żony Wolfa I von Schaffgotscha
  - Hedwig von Schaffgotsch (1579-1579), córki Wolfa I von Schaffgotscha i Anny von Reibnitz, z herbami:
    - ojcowskimi: Schaffgotsch, Busewoy
    - matczynymi: Reibnitz, Seidlitz[7]

  - Ludmilly von Schaffgotsch, (1575-1580) córki Wolfa von Schaffgotsch i Anny von Reibnitz, z herbami:
    - ojcowskimi: Schaffgotsch, Busewoy
    - matczynymi: Reibnitz, Seidlitz[8]

  - Antoniusa von Schaffgotsch (1576-1580) syna Wolfa von Schaffgotsch i Anny von Reibnitz, z herbami:
    - ojcowskimi: Schaffgotsch, Busewoy
    - matczynymi: Reibnitz, Seidlitz[9]

  - Ursuli (zm. 1610)
- Bernharda III Schaffgotscha (1564-1613), syna Jonasa (zm. 1585) i Katarzyny von Salza[10] z herbami i inicjałami:
  - ojcowskimi: B.S.G.G. Schaffgotsch; D.[11]V.B. Busevoy; D.V.S. Schönburg; D.V.P.
  - matczynymi: D.V.S. Saltza; D.V.S.[12]; D.V.P. Promnitz; D.V.D.[13]
- Evy von Mühlheim (zm. 1623), żony Bernharda III, z herbami:
  - ojcowskimi: Mühlheim, Zeidlitz,  Schindel, Spiller
  - matczynymi: Kitschke[14], Gregersdorf, Mesenau, Peterswalde[15]
  - Evy von Schaffgotsch (1597-1620), córki Bernharda III von Schaffgotscha (1564-1613) ⚭ Evy von Mühlheim (+ 1622) z herbami  i inicjałami:
    - ojcowskimi: Schaffgotsch; D.V.S. Saltza; Abschatz von Schmellwitz (Chmielów), D.V.P. Promnitz;
    - matczynymi: D.V.M. Mühlheim; D.V.K. Kitschke; D.V.G. Gregersdorf; D.V.M. Mesenau[16]
- Elisabeth von Schaffgotsch (1583-1619), żony Valentina von Redern, z herbami:
  - ojcowskimi: Schaffgotsch;  Saltza, Abschatz von Schmellwitz; Promnitz;
  - matczynymi: Mühlheim; Kitschke;  Gregersdorf; Mesenau[17]
  - Elisabeth von Redern (zm. 1620), córki Valentina von Redern i Elisabeth Schaffgotsch (zm. 1619) z herbami i inicjałami:
    - ojcowskimi: D.V.R. Redern; D.V.R. Rothkirch
    - matczynymi: D.V.S.G. Schaffgotsch; D.V.M. Mühlheim[18]
- Anny von Schaffgotsch, żony Oswaldta von Tschammera, z herbami  i inicjałami:
  - ojcowskimi:  D.V.G. Schaffgotsch; Saltza, D.V.S. Saltza,  D.V.P. Promnitz;
  - matczynymi: D.V.M. Mühlheim; D.V.K. Kitschke; D.V.G. Gregersdorf; D.V.M. Mesenau[19]
- Oswalda von Tschammera (1599-1624), męża Anny von Schaffgotsch, z herbami i inicjałami:
  - ojcowskimi: D.V.T. Tschammer, D.V.R. Rohr, D.V.D. Dohna, D.V.S. Stwolinsky (Stwoliński)
  - matczynymi: D.V.R. Rothkirch, D.V.F. Falkenhayn, D.V.E. Eichholz, D.V.G.F. GeFueg[20]
- Anny von Mühlheim, żony von Schaffgotscha z ośmioma herbami domów szlacheckich (aus dem Hause) z nazwami miejscowości:
  - ojcowskimi: Mühlheim (z Dumentz);  Zedlitz (z Reimbnitz)[21], Schindel (z Lauderbach), Spiller (z Mattzdorf)[22].
  - matczynymi:  Kitschke (z Gaumitz)[23][24], Gregersdorf (z Grigersdorf), Mesenau (z Kentichen),  Peterswalde  (z Ritterswalde)[25];
- mężczyzny von Schaffgotscha[26][27]

Portal bramy ogrodowej wieńczy rokokowa rzeźba Adoracji Najświętszego Sakramentu przez św. Bernarda i św. Juliannę z 1781. Na północnym dziedzińcu barokowa figura Trójcy Świętej z 1724 flankowana figurami św. Huberta z 1785 i św. Sebastiana z 1786, została ustawiona w miejscu powalonej w 1697 lipy, pod którą w 1403 dokonano aktu fundacji klasztoru.

## Galeria

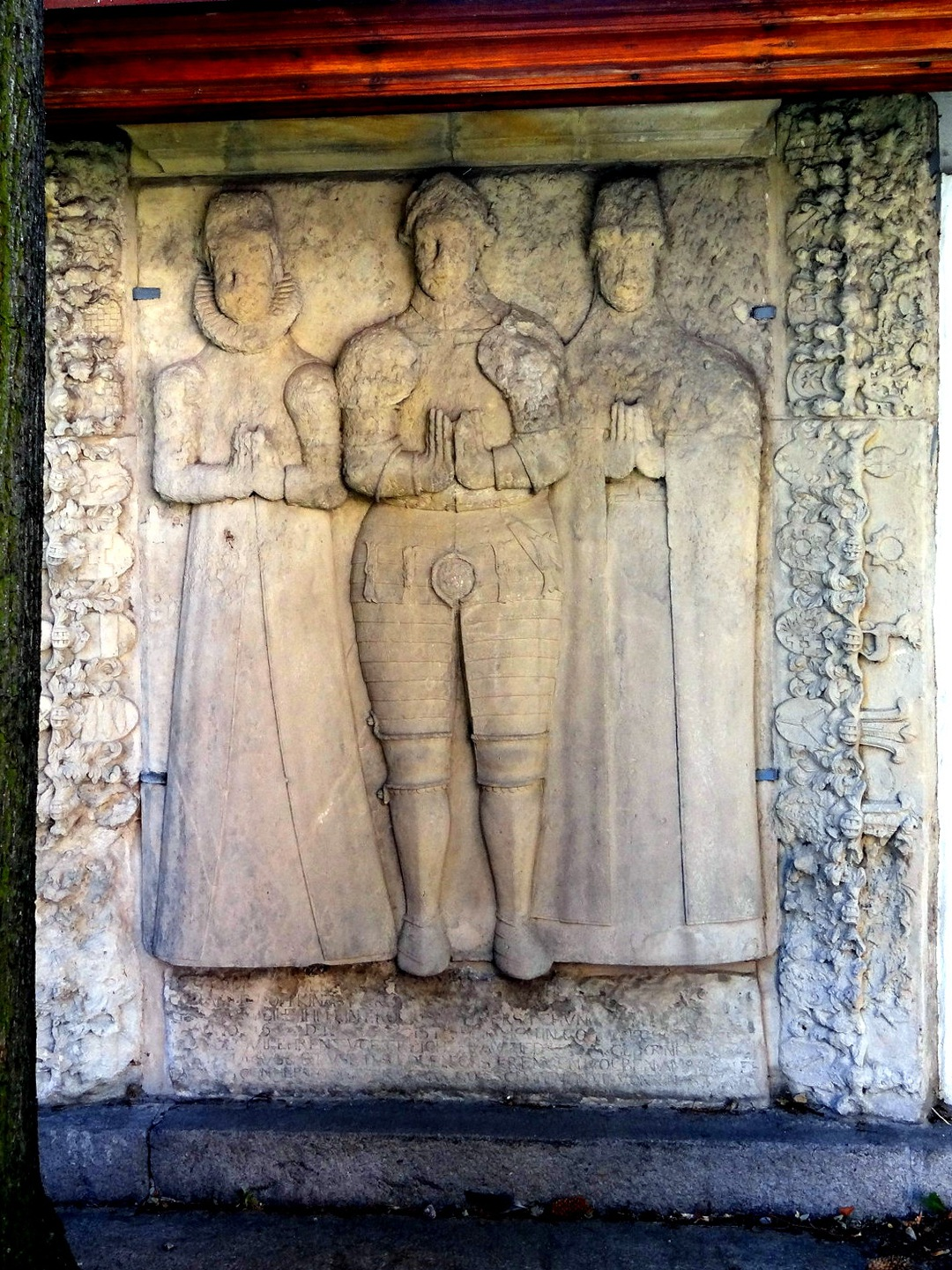
Anna Reibnitz, Wolf Schaffgotsch, H. Waldau
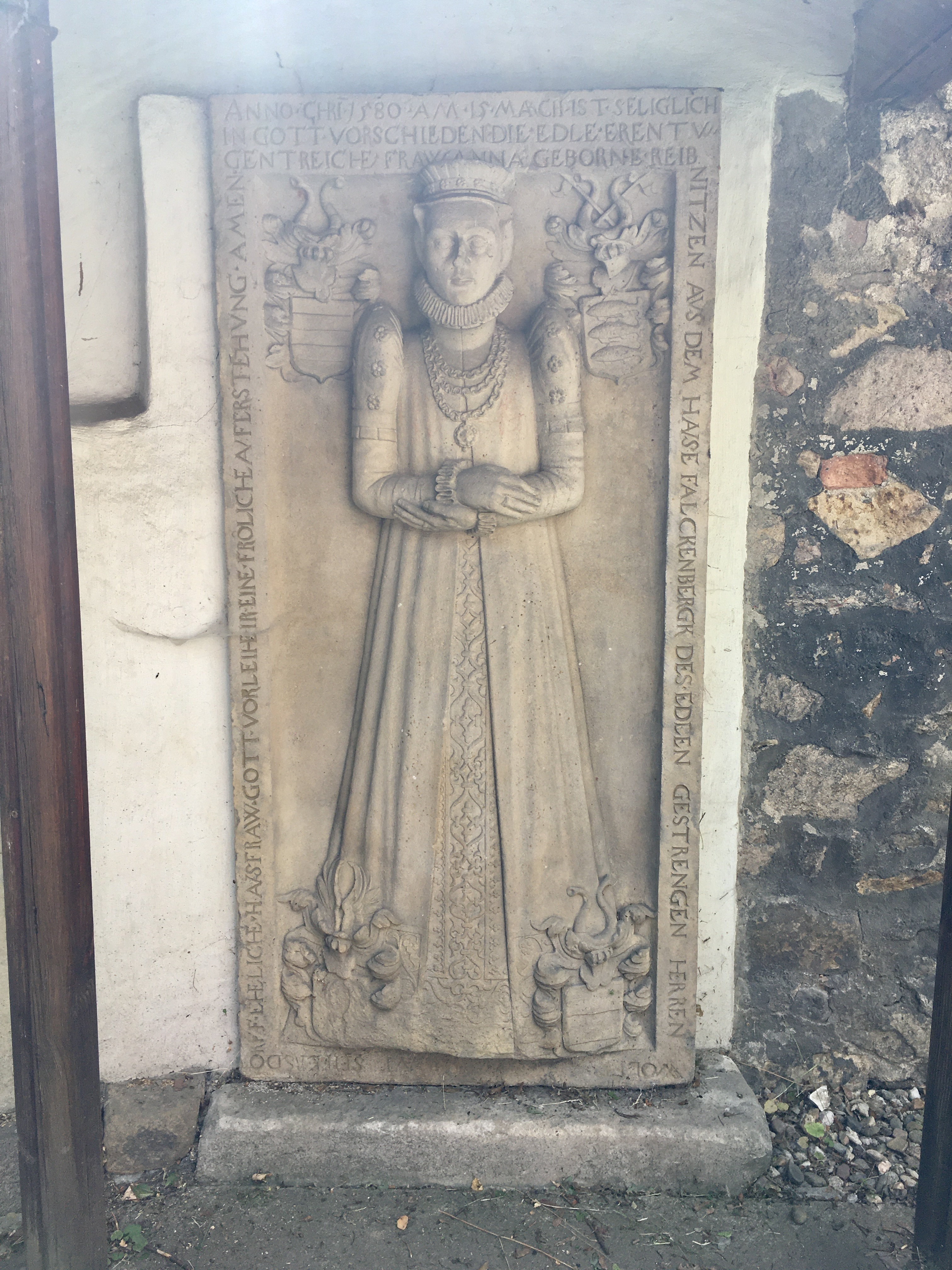
Płyta Anny Reibnitz (1552-1580)
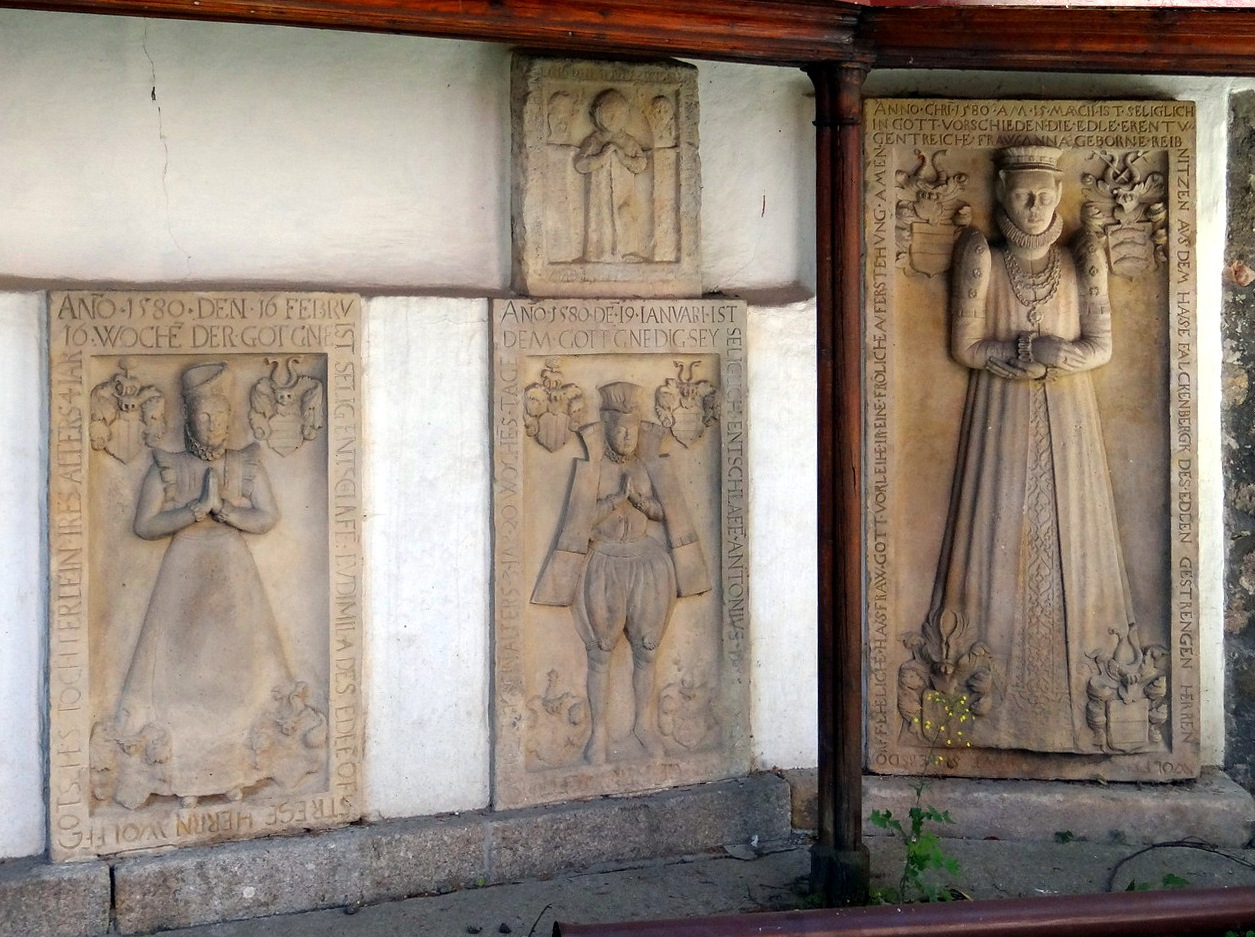
Schaffgotsch: Ludmilla, Ursula, Antoni; A. Reibnitz
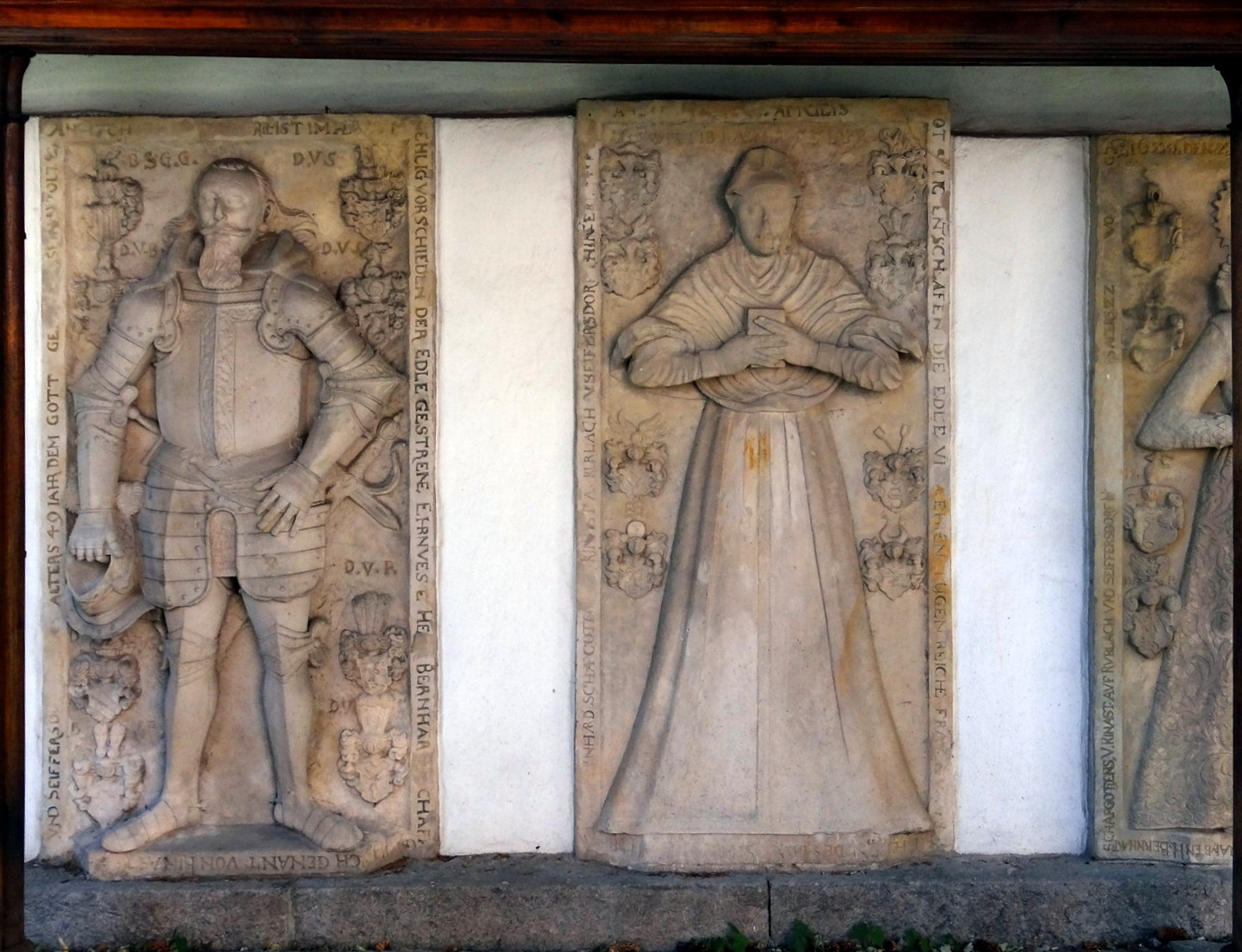
Bernhard Schaffgotsch i Eva Mühlheim (+1623)
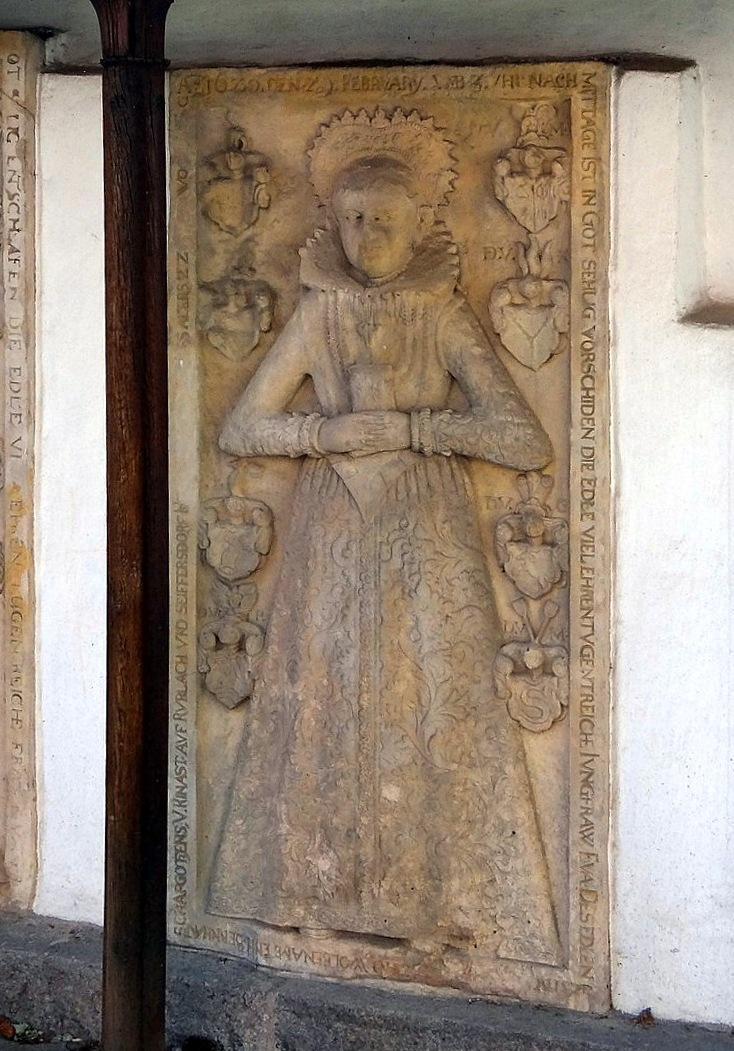
Płyta Evy von Schaffgotsch (+1620)
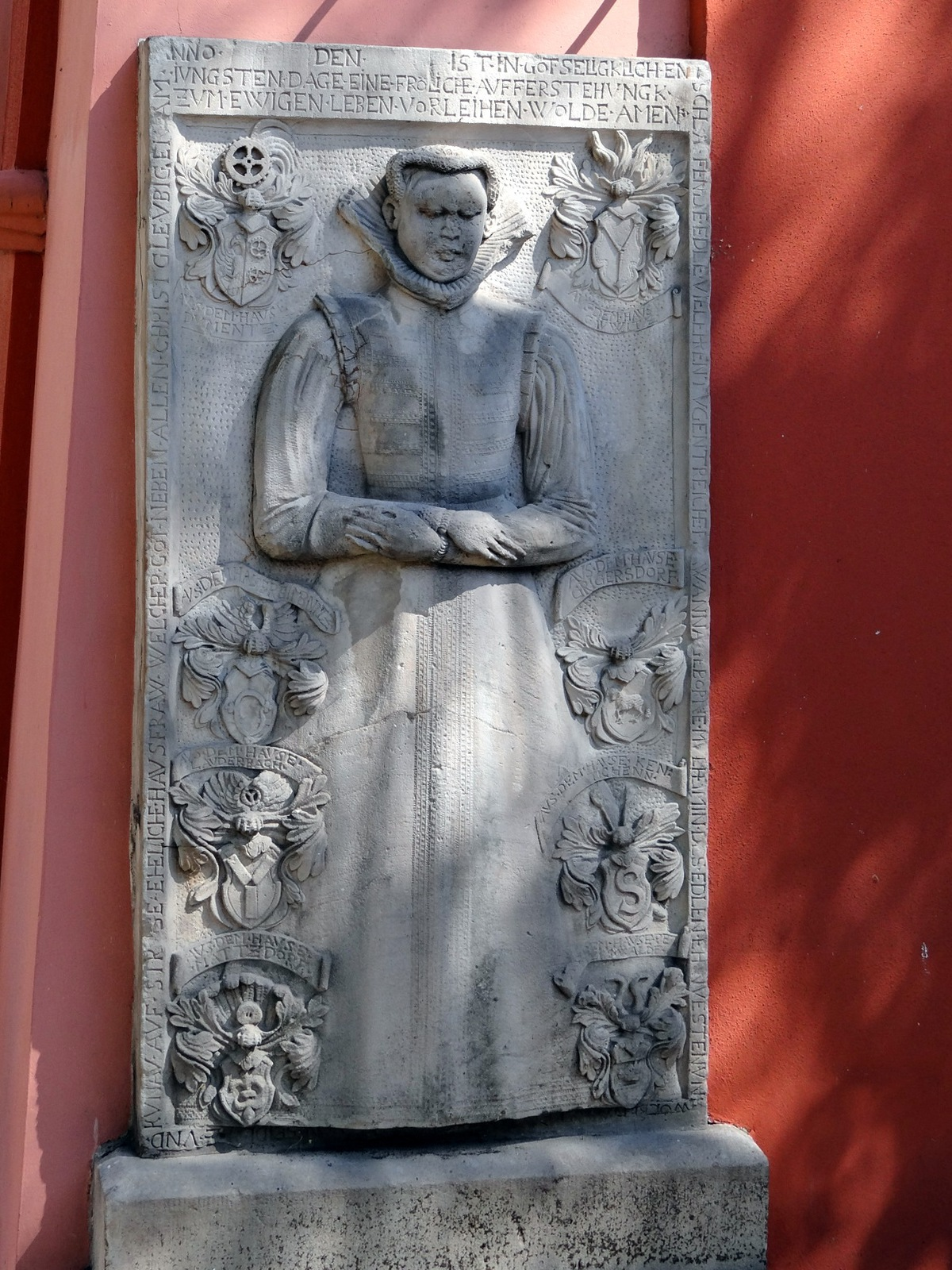
Płyta Anny von Mühlheim
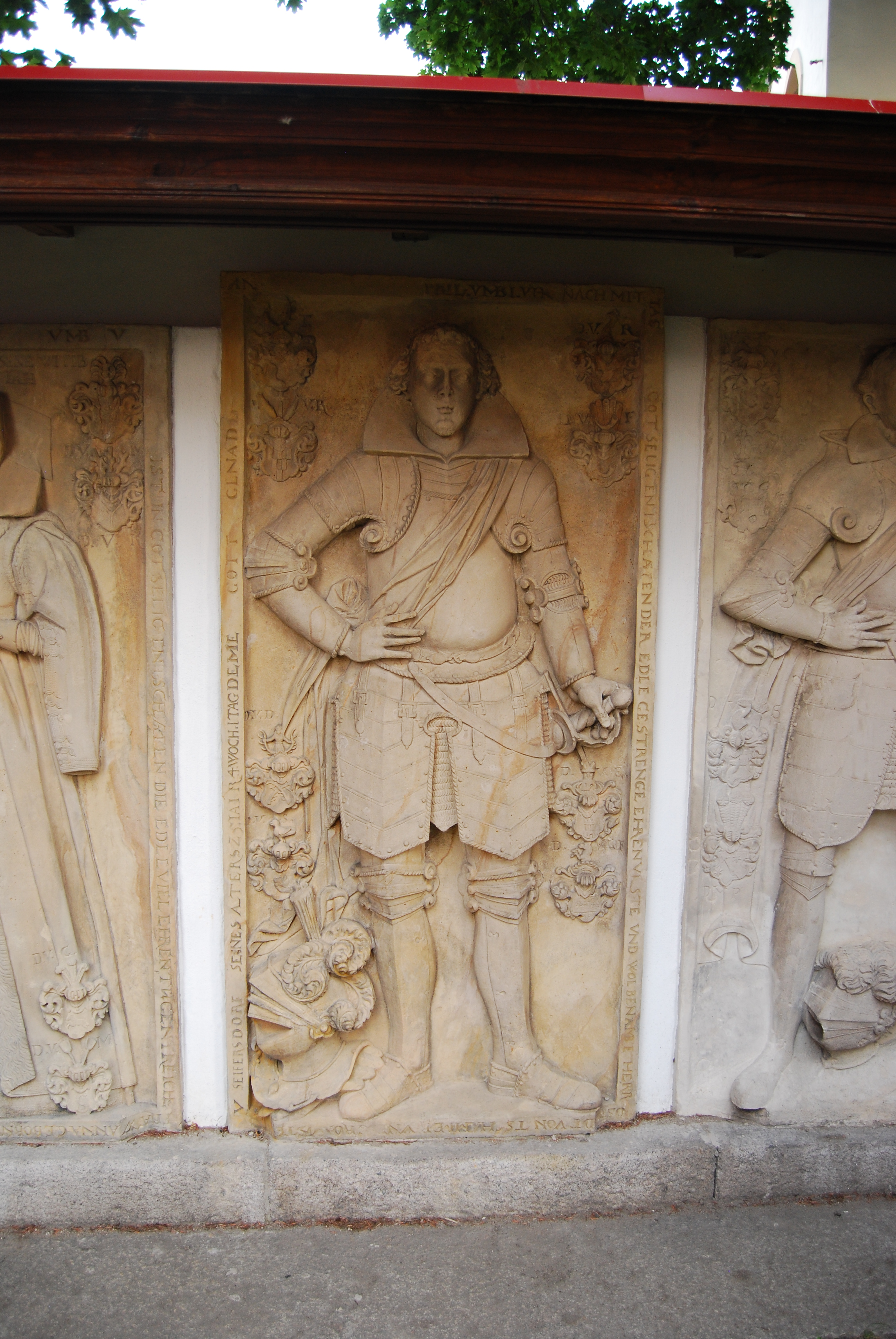
Płyta Oswalda Tschammera (+1624)